# Diocesi di Mtwara
La diocesi di Mtwara (in latino: Dioecesis Mtuarana) è una sede della Chiesa cattolica in Tanzania suffraganea dell'arcidiocesi di Songea. Nel 2021 contava 118.850 battezzati su 952.158 abitanti. È retta dal vescovo Titus Joseph Mdoe.

## Territorio
La diocesi comprende la parte centro-orientale della regione di Mtwara in Tanzania.
Sede vescovile è la città di Mtwara, dove si trovano la cattedrale di Tutti i Santi e la chiesa abbaziale, già cattedrale, di Nostra Signora Aiuto dei Cristiani.
Il territorio è suddiviso in 18 parrocchie.

## Storia
L'abbazia territoriale di Ndanda fu eretta il 22 dicembre 1931 con il breve In Tanganikensi Africae di papa Pio XI, ricavandone il territorio dalla diocesi di Lindi (l'odierna arcidiocesi di Songea).
Il 5 agosto 1963 cedette una porzione del suo territorio a vantaggio dell'erezione della diocesi di Nanchingwea (l'odierna diocesi di Lindi).
Il 18 dicembre 1972 per effetto della bolla Cum omnibus perspectum di papa Paolo VI l'abbazia territoriale è stata elevata a diocesi e ha assunto il nome attuale. Originariamente era suffraganea dell'arcidiocesi di Dar-es-Salaam.
Il 18 novembre 1987 è entrata a far parte della provincia ecclesiastica dell'arcidiocesi di Songea.

## Cronotassi dei vescovi
Si omettono i periodi di sede vacante non superiori ai 2 anni o non storicamente accertati.
- Joachim (Alois) Ammann, O.S.B. † (29 maggio 1932 - 15 dicembre 1948 dimesso)
- Anthony Victor Hälg, O.S.B. † (15 dicembre 1949 succeduto - 18 dicembre 1972 dimesso)
- Maurus Libaba † (18 dicembre 1972 - 17 ottobre 1986 nominato vescovo di Lindi)
- Gabriel Mmole † (12 marzo 1988 - 15 ottobre 2015 ritirato)
- Titus Joseph Mdoe, dal 15 ottobre 2015

## Statistiche
La diocesi nel 2021 su una popolazione di 952.158 persone contava 118.850 battezzati, corrispondenti al 12,5% del totale.
| anno | popolazione | popolazione | popolazione | presbiteri | presbiteri | presbiteri | presbiteri                | diaconi | religiosi | religiosi | parrocchie |
| anno | battezzati  | totale      | %           | numero     | secolari   | regolari   | battezzati per presbitero | diaconi | uomini    | donne     | parrocchie |
| ---- | ----------- | ----------- | ----------- | ---------- | ---------- | ---------- | ------------------------- | ------- | --------- | --------- | ---------- |
| 1950 | 31.326      | 660.000     | 4,7         | 31         |            | 31         | 1.010                     |         | 35        | 34        | 18         |
| 1970 | 59.343      | 670.700     | 8,8         | 70         | 10         | 60         | 847                       |         | 100       | 90        |            |
| 1980 | 72.915      | 1.060.000   | 6,9         | 66         | 21         | 45         | 1.104                     |         | 76        | 125       | 29         |
| 1990 | 48.870      | 808.000     | 6,0         | 38         | 16         | 22         | 1.286                     |         | 42        | 92        | 14         |
| 1999 | 61.019      | 720.142     | 8,5         | 41         | 21         | 20         | 1.488                     |         | 50        | 179       | 16         |
| 2000 | 62.877      | 731.988     | 8,6         | 41         | 21         | 20         | 1.533                     |         | 49        | 210       | 15         |
| 2001 | 66.708      | 741.715     | 9,0         | 40         | 20         | 20         | 1.667                     |         | 47        | 208       | 15         |
| 2002 | 66.370      | 752.945     | 8,8         | 44         | 22         | 22         | 1.508                     |         | 51        | 223       | 15         |
| 2003 | 60.859      | 723.433     | 8,4         | 46         | 22         | 24         | 1.323                     |         | 50        | 221       | 15         |
| 2004 | 62.273      | 689.164     | 9,0         | 45         | 25         | 20         | 1.383                     |         | 44        | 213       | 15         |
| 2013 | 73.700      | 859.000     | 8,6         | 42         | 23         | 19         | 1.754                     |         | 38        | 189       | 18         |
| 2016 | 135.103     | 1.496.200   | 9,0         | 53         | 25         | 28         | 2.549                     |         | 59        | 332       | 18         |
| 2019 | 114.580     | 905.595     | 12,7        | 51         | 22         | 29         | 2.246                     |         | 66        | 335       | 18         |
| 2021 | 118.850     | 952.158     | 12,5        | 50         | 19         | 31         | 2.377                     |         | 81        | 239       | 18         |